# Liberale Partei (Japan, 1945–1955)
Die Liberale Partei (jap. 自由党, Jiyū-tō) war eine politische Partei in Japan und ein Vorläufer der Liberaldemokratischen Partei (LDP). Sie existierte unter mehreren Namensänderungen von 1945 bis 1955.

## Liberale Partei Japans
Nach dem Ende des Zweiten Weltkriegs gründeten einige Politiker der bürgerlichen Vorkriegspartei Rikken Seiyūkai die Liberale Partei Japans (日本自由党, Nihon Jiyū-tō) unter Führung von Hatoyama Ichirō. Zu den Gründern gehörten auch Yoshida Shigeru, Ashida Hitoshi und Miki Bukichi. Bei der Shūgiin-Wahl 1946 wurde die Partei stärkste Kraft; allerdings wurde der Vorsitzende Hatoyama kurz darauf von den amerikanischen Besatzungsbehörden mit Ämterverbot belegt, so dass Yoshida den Parteivorsitz und die Führung der Regierung übernahm.
Einige unzufriedene Mitglieder um Ashida Hitoshi verließen 1947 die Partei und gründeten gemeinsam mit den Abgeordneten der Nihon Shimpotō („Fortschrittspartei Japans“) die Demokratische Partei. Diese Spaltung des bürgerlichen Lagers führte bei der Shūgiin-Wahl 1947 zum Wahlsieg der Sozialistischen Partei Japans, die eine Koalition mit den Demokraten eingingen.

## Demokratisch-Liberale Partei
Teile der Demokratischen Partei waren jedoch unglücklich über die Koalition mit den Sozialisten und verließen die Partei. Diese Abgeordneten kehrten 1948 in die Liberale Partei zurück, die sich fortan Demokratisch-Liberale Partei (民主自由党, Minshu-Jiyū-tō) nannte. Nach dem Scheitern der Koalition kehrte sie in die Regierung zurück, und Yoshida wurde erneut Premierminister.

## Liberale Partei
Bei der Shūgiin-Wahl 1949 eroberte die Partei ihre Position als stärkste Kraft zurück und die meisten Abgeordneten der Demokratischen Partei kehrten zu den Liberalen zurück. Sie nannte sich nun Liberale Partei. Unter Yoshidas Führung gestaltete sie die Nachkriegsordnung Japans durch die Einleitung des Wiederaufbaus auf Grundlage einer gelenkten Marktwirtschaft und die außenpolitische Anlehnung an die USA (Yoshida-Doktrin).
Nachdem das Ämterverbot für Hatoyama Ichirō aufgehoben worden war und er die Folgen eines Schlaganfalles überwunden hatte, drängte er 1954 in die Politik zurück. Jedoch hatte sich Yoshida inzwischen fest an der Spitze der Liberalen Partei etabliert. Hatoyama gründete die Demokratische Partei Japans, der sich auch zahlreiche Liberale anschlossen, darunter Miki Bukichi, Kōno Ichirō und Kishi Nobusuke. Durch ein Bündnis mit den Sozialisten gelang es Hatoyama, die Liberale Partei aus der Regierung zu drängen. Er löste das Repräsentantenhaus auf, und bei den Neuwahlen von 1955 wurde seine Partei stärkste Kraft.
Die erneute Spaltung des bürgerlichen Lagers dauerte nicht lange: Nachdem sich Yoshida zurückgezogen hatte, strengten die Führungspolitiker beider Parteien die „Konservative Fusion“ zur Liberaldemokratischen Partei an, die von ihrer Gründung 1955 38 Jahre lang ununterbrochen regierte.

## Vorsitzende der Liberalen Partei
- Hatoyama Ichirō (1945–1946)
- Yoshida Shigeru (1946–1954)
- Ogata Taketora (1954–1955)